# مشت خرکی
مشت خرکی (انگلیسی: Donkey punch؛ تلفظ انگلیسی: دانکی پانچ) زدن مشت خرگوش به کمر یا پشت سرِ شریک جنسی حین آمیزش جنسی مَهبَلی یا آمیزش جنسی مقعدی است که نوعی ترومای غیرنافذ محسوب می‌شود. هدف از انجام چنین عملی آن است که شریک جنسی اسفنکتر درونی مقعد یا اسفنکتر بیرونی مقعد یا دهانهٔ مَهبَل را بی‌اختیار (و در اثر این ضربه) تنگ کند. به گفتهٔ «جفری بار» از «کالج پزشکی ویسکانسین»، هیچ رفلکس عصبی طبیعی در بدن انسان وجود ندارد که در پاسخ به چنین ضربه‌ای به سر، موجب تنگی مقعد یا واژن شود و اینگونه ضربه‌ها به پشت گردن یا سر شریک جنسی ممکن است باعث آسیب شدید به وی شده و حتی مرگبار باشد.

## باورها و روایت‌های عامیانه

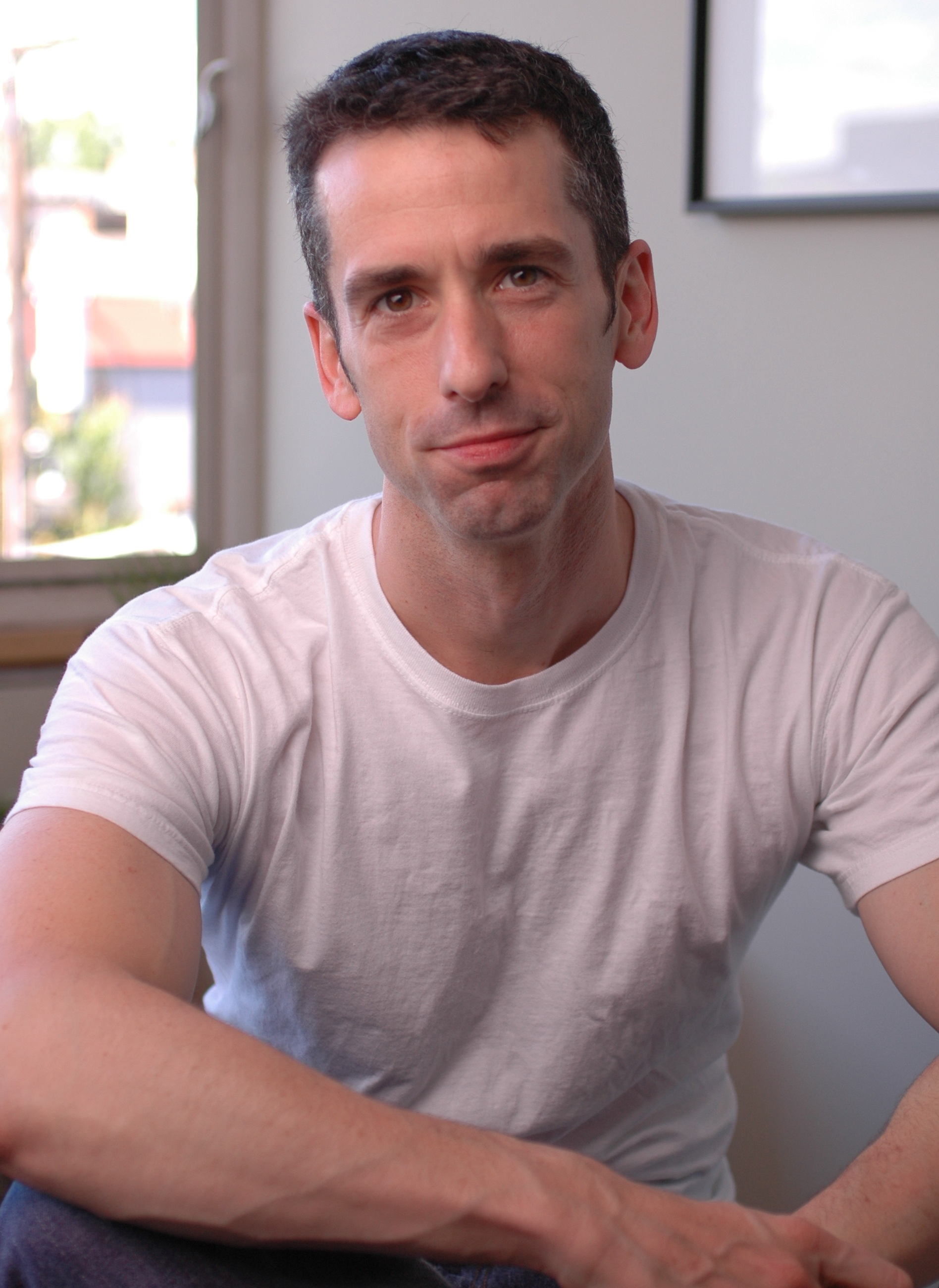
دن سوج در مورد خطرها و ادعاهای نادرست مرتبط با «مشت خرکی» در هفته‌نامه «استرنجر» سیاتل مقاله نوشته‌است.

دن سوج، نویسندهٔ مقاله‌های مرتبط با سکس، در موارد متعددی به انجام این عمل اشاره نموده و درباره‌اش بحث کرده‌است. او در سال ۲۰۰۴، نوشت که مشت خرکی «یک عمل جنسی است که تنها در تصورات پسران نوجوان وجود دارد» و افزود: «هیچ‌کس تا به حال عمل جنسی «پایرت (دزد دریایی)» را انجام نداده‌است، همان‌طور که هیچ‌کس هرگز هات کارل، مشت خرکی یا «آیسی مایک» را انجام نداده‌است. این‌ها همه افسانه و خیال است.» در پاسخ به پرسشی از ویراستاران ویکی‌پدیا، او دوباره در ستون «سوج لاو» خود در سال ۲۰۰۶ دربارهٔ افسانه‌های عامیانه مشت خرکی بحث کرد. او نوشت: «اقدام به چنین عملی (زدن مشت خرکی) ممکن است منجر به … نتایج ناخوشایندی شود»، از جمله «جراحت، مرگ یا زندانی شدن»؛ او همچنین اشاره کرد که «چنین کاری حتی نتیجهٔ مورد نظر را ایجاد نمی‌کند.» او از «جفری بار»، یکی از اعضای هیئت علمی «کالج پزشکی ویسکانسین» نقل قول کرد که:
«تا آنجا که من می‌دانم، هیچ رفلکس قطعی در فیزیولوژی عصبی انسان وجود ندارد که باعث سفت‌شدن غیرارادی اسفنکتر مقعدی پس از وارد شدن نیروی یا ضربه غیرنافذ به اوکسیپوت (یا پشت سر) شود. … ضربه به هر قسمت از سر ممکن است با عواقب جدی همراه باشد. درد، خونریزی داخل مغزی، از دست دادن حافظه، آسیب به گردن، و احتمالاً برخی نقایص حسی مرتبط در بازوها و پاها. یک ضربهٔ یهویی بسیار محکم به پشت سر یک فرد از همه جا بی‌خبر، ممکن است منجر به شکستگی مهره شود که امیدوارم اکثر مردم بدانند که چنین چیزی می‌تواند باعث فلج یا حتی مرگ شود.»
جردن تیت، با اظهار نظر در «فرهنگ‌نامه معاصر تعبیرهای جنسی» (۲۰۰۷) در مورد «ماهیت تقریباً نظری» این اصطلاح، ادعا کرد:
«مشت خرکی در اواخر قرن بیستم و مدتی پس از انقلاب جنسی شکل گرفت، آن هنگام که توانمندسازی زنان جایگاه مردان را در جامعه امروزی تهدید می‌کرد. این تغییر در پارادایم‌های جنسیتی باعث شد که مردان احساس خطر کنند و برای اثبات اقتدار خود، این تعبیرهای نظری و خشونت‌آمیز را ایجاد و رواج دهند. … کارکرد ثانویهٔ مشت خرکی ایجاد، ایجاد یا تقویت ساختار ایده‌آل قدرت، یا تحکیم نقش‌های جنسیتی موجود است.»

## هرزه‌نگاری

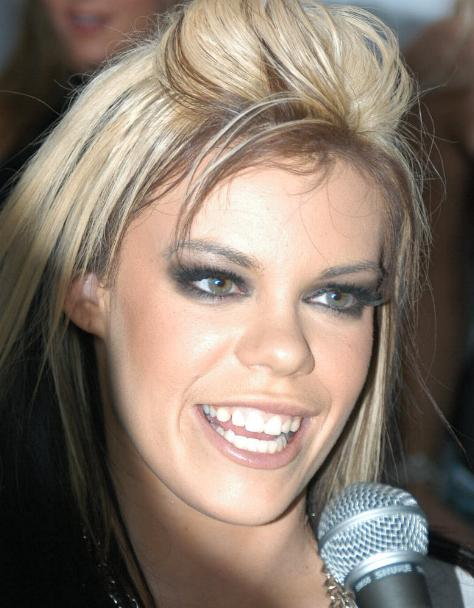
جیا پالوما نخستین کسی است که ضربهٔ «مشت خرکی» در یک فیلم پورنو بر رویش اجرا شده‌است.

جیا پالوما ستاره فیلم‌های پورنو نخستین کسی است که عمل «مشت خرکی» بر رویش انجام شده‌است که در سال ۲۰۰۴ و حین ساخت فیلم «بددهن‌های ۳۰» توسط الکس سندرز بر رویش انجام شد.
مشت خرکی یک فیلم پورنو است که در مورد این عمل ساخته شده‌است، توسط «جی‌ام پروداکشنز» در سال ۲۰۰۵ منتشر شد. این فیلم شامل چهار صحنه است که در آن بازیگران مرد با همبازی‌های زن خود رابطه جنسی خشن برقرار می‌کنند و به سراسر سر و بدن آن‌ها مکررا مشت می‌کوبند. گویا در پاسخ به تجربه خود در صحنه، بازیگر فیلم «الکس دیواین» اظهار داشت: «مشت خرکی وحشیانه‌ترین، افسرده‌کننده‌ترین و ترسناک‌ترین صحنه‌ای بود که تا به حال بازی کردام» و اظهار داشت که «در واقع صحنه را در حین فیلم‌برداری متوقف کردم. چون خیلی درد داشتم.»
این فیلم چنان زننده بود که باعث شد «پیتر ون آرل» منتقد و نویسندهٔ وبگاه «بررسی ویدیوهای بزرگسالان در فضای مجازی» از پرداختن به هر گونه فیلم ساخته‌شده توسط شرکت «جی‌ام پروداکشنز» خودداری کند، در حالی که «زک پارسونز» نویسندهٔ وبگاه «سامثینگ آفول» (که به فیلم مشت خرکی امتیاز ۴۹- را داد، در جایی که ۵۰- بدترین امتیاز ممکن است) نوشت که این فیلم «یکی از منفورترین فیلم‌های مستهجن اخلاقی است که تا به‌حال دیده‌ام» و «از آن فیلم‌هایی است که دولت در صورت تلاش برای دستگیری بازیگران پورنوگرافی و غیرقانونی کردن هرزه‌نگاری به آن استناد خواهد کرد».

## رسوایی انرون
«مشت خرکی» یکی از چندین اصطلاح عامیانه‌ای بود که توسط معامله‌گران شرکت انرژی آمریکایی انرون برای اشاره به روش‌های افزایش قیمت آنها استفاده می‌شد. در طول تحقیقات در مورد رسوایی شرکت انرون در سال ۲۰۰۴ در مورد تقلب و مخدوش سازی بازار برق در کالیفرنیا اسنادی از معامله‌گران این شرکت کشف شد که مربوط به سال‌های ۲۰۰۰ و ۲۰۰۱ بود. در این اسناد، طرح‌های حسابداری متقلبانه با استفاده از اصطلاحات عامیانه، از جمله «مشت خرکی» مورد اشاره قرار گرفته بود. گزارش سال ۲۰۰۷ کمیسیون فدرال تنظیم‌گری انرژی نتوانست معنایی را که انرون به عبارت رمزی مشت خرکی بدان اشاره کرده بود، شناسایی کند. ماریا کانتول، نمایندهٔ مجلس سنای ایالات متحده آمریکا، در یک بیانیه مطبوعاتی در سال ۲۰۰۴ در مورد جلسات استماع انرون، مشت خرکی را به عنوان «یک اصطلاح مستهجن خام» معرفی کرد، که یکی از بسیاری از «روش‌های زشتی» است که کارکنان انرون برای توصیف طرح‌های خود استفاده کردند. کانتول از کمیسیون فدرال تنظیم‌گری انرژی خواست تا ایمیل‌هایی را که در وبسایت آن وجود دارد به دلیل محتوا حذف کند.

## مسابقه تلویزیونی جپردی!
این اصطلاح پس از آن که به‌عنوان یک پاسخ نادرست در ۱۶ ژانویه ۲۰۱۲ و در پخش برنامه مسابقهٔ تلویزیونی آمریکایی «جپردی!»، به آن پرداخته شد، پوشش گسترده‌ای در اینترنت یافت. سؤال مسابقه این بود: «ضربه‌ای به پشت گردن؛ نام مُشتی که عنوانش را از نام یک حیوان می‌گیرد». پاسخ صحیح مشت خرگوش بود که یک حرکت خطرناک در ورزش بوکس است. نخستین شرکت‌کننده برای راهنمایی همکارش پاسخ داد «اون عبارتی که توش «خر» هست، کدومه؟» شرکت‌کننده بعدی البته پاسخ صحیح را داد. کلیپی از این صحنهٔ مسابقه تبدیل به یک ویدئوی همه‌بین شد.